# Corythoxestis aletreuta
Corythoxestis aletreuta là một loài bướm đêm thuộc họ Gracillariidae. Nó được tìm thấy ở Ethiopia, Nigeria, Rwanda, Tanzania và Uganda.
Ấu trùng ăn Canthium, Coffea arabica, Coffea liberica và Coffea robusta. Chúng có thể ăn lá nơi chúng làm tổ.